# Vojetín (Doksy)
Vojetín (německy Wojetin) je malá vesnice a část města Doksy v okrese Česká Lípa. Nachází se asi 8,5 kilometru jižně od Doks. Vojetín je také název katastrálního území o rozloze 2,35 km².

## Historie
První písemná zmínka o Vojetínu pochází z roku 1350, kdy vesnice patřila k bezdězskému panství. Díky mnoha zachovalým roubeným stavbám zde byla vyhlášena vesnická památková zóna. Osada je na území Housecké vrchoviny, něco přes 1 km jižně od ní se, oddělená Vranovským lesem, zvedá Vrátenská hora.

## Obyvatelstvo
Při sčítání lidu v roce 1921 ve vsi žilo 76 obyvatel (z toho 34  mužů), z nichž byli čtyři Čechoslováci a 72 Němců. Všichni se hlásili k římskokatolické církvi. Podle sčítání lidu z roku 1930 měla vesnice 76 obyvatel: šest Čechoslováků a sedmdesát Němců. Kromě jednoho evangelíka a šesti členů nezjišťovaných církví byli římskými katolíky.

## Doprava
Do Vojetína neexistuje spojení veřejnou dopravou. Do vesnice vede pouze místní komunikace ze silnice u Housky. Vesnicí prochází cyklotrasa č. 0001 Vrátenský okruh.

## Galerie

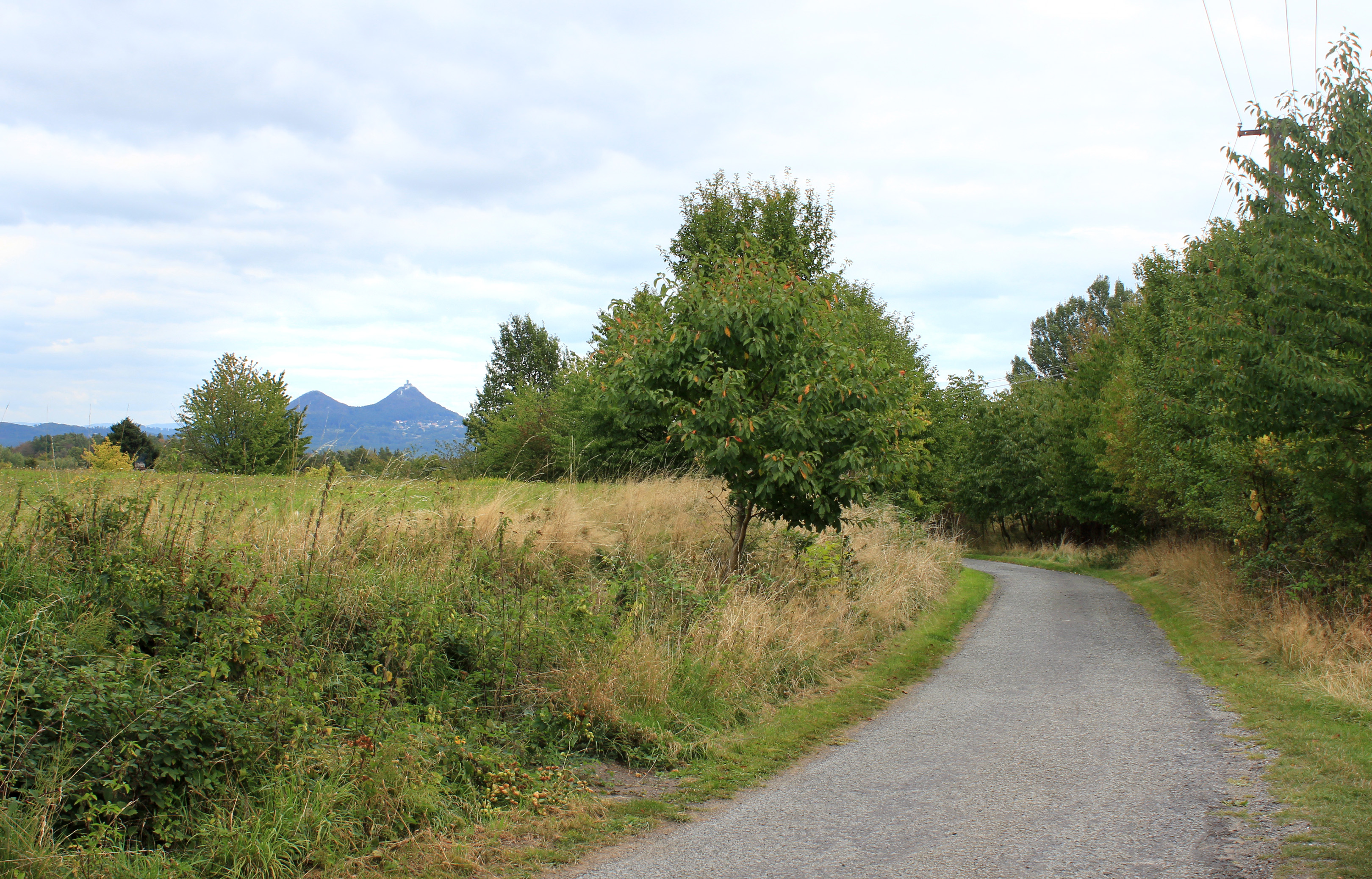
Silnice ke vsi, v pozadí Malý Bezděz a Bezděz
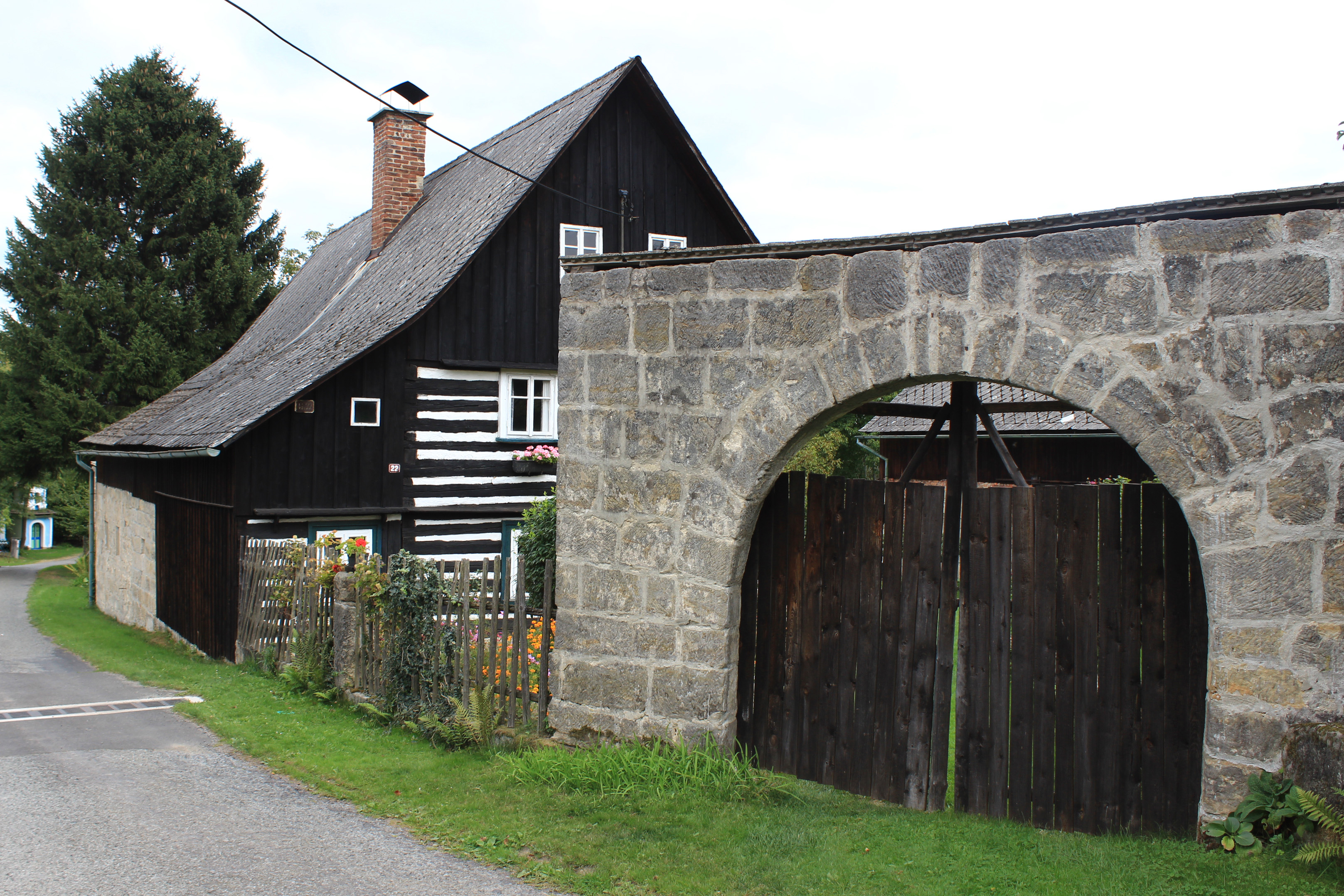
Usedlost čp. 22
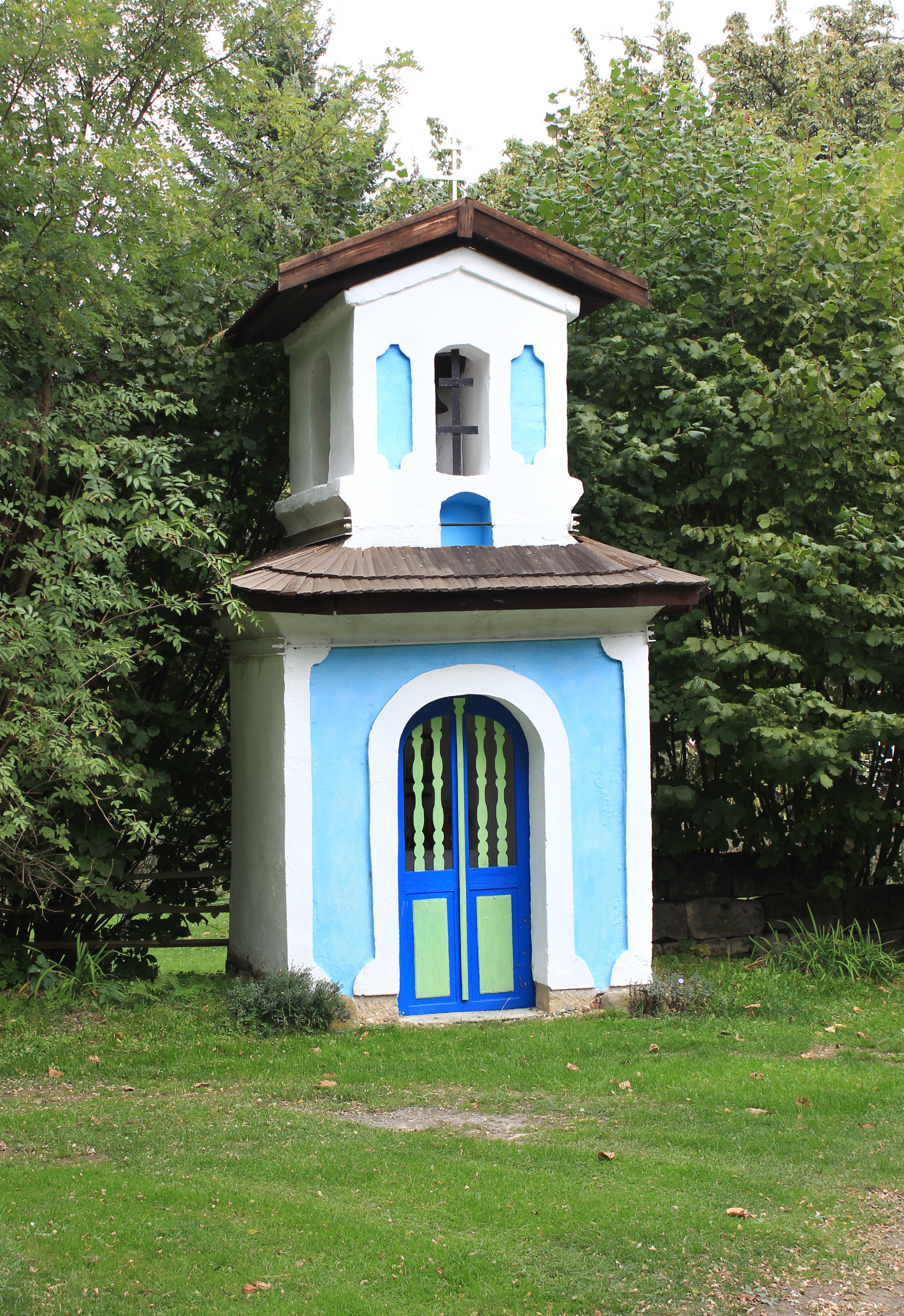
Kaplička na malé návsi
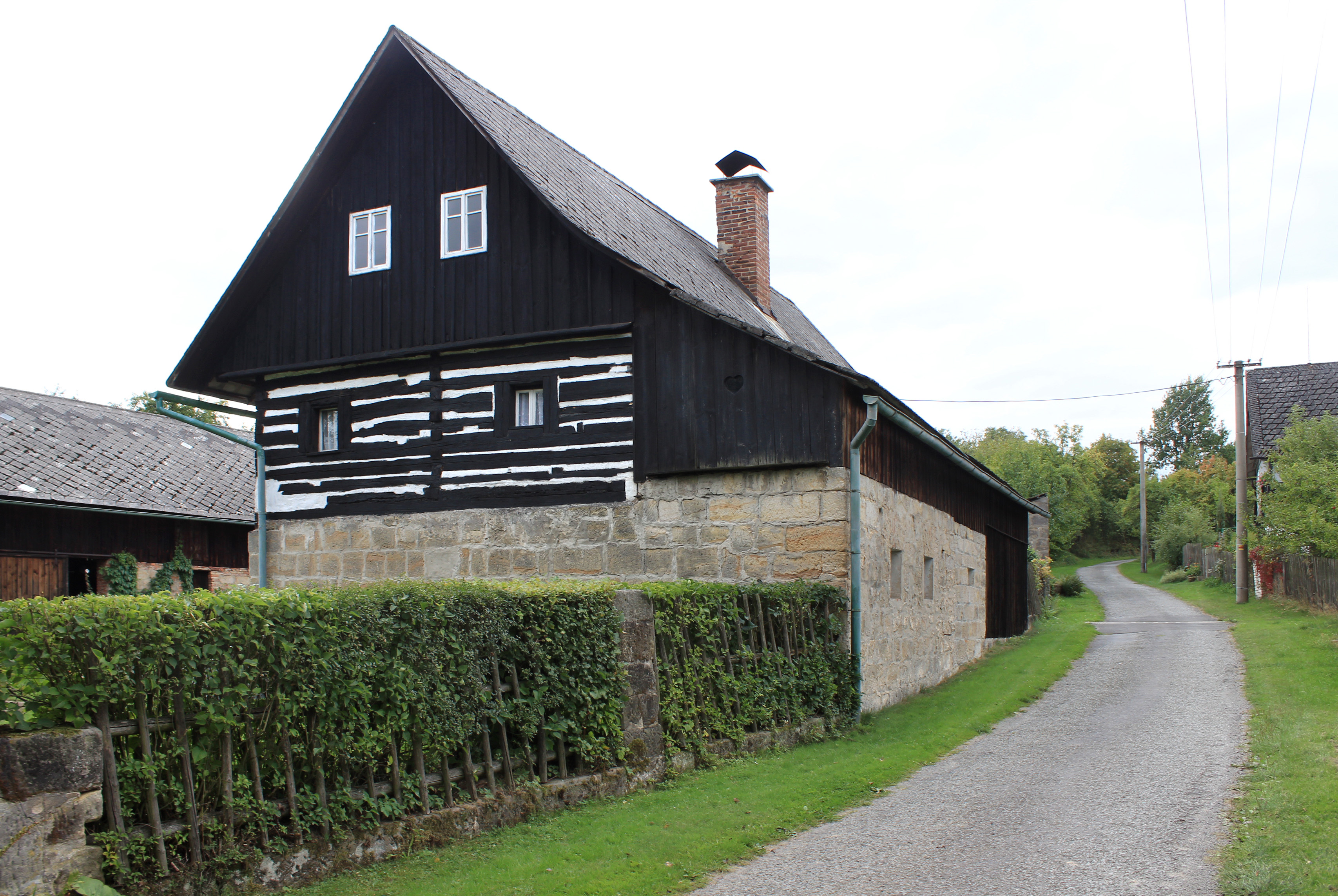
Dům u cesty do Housky
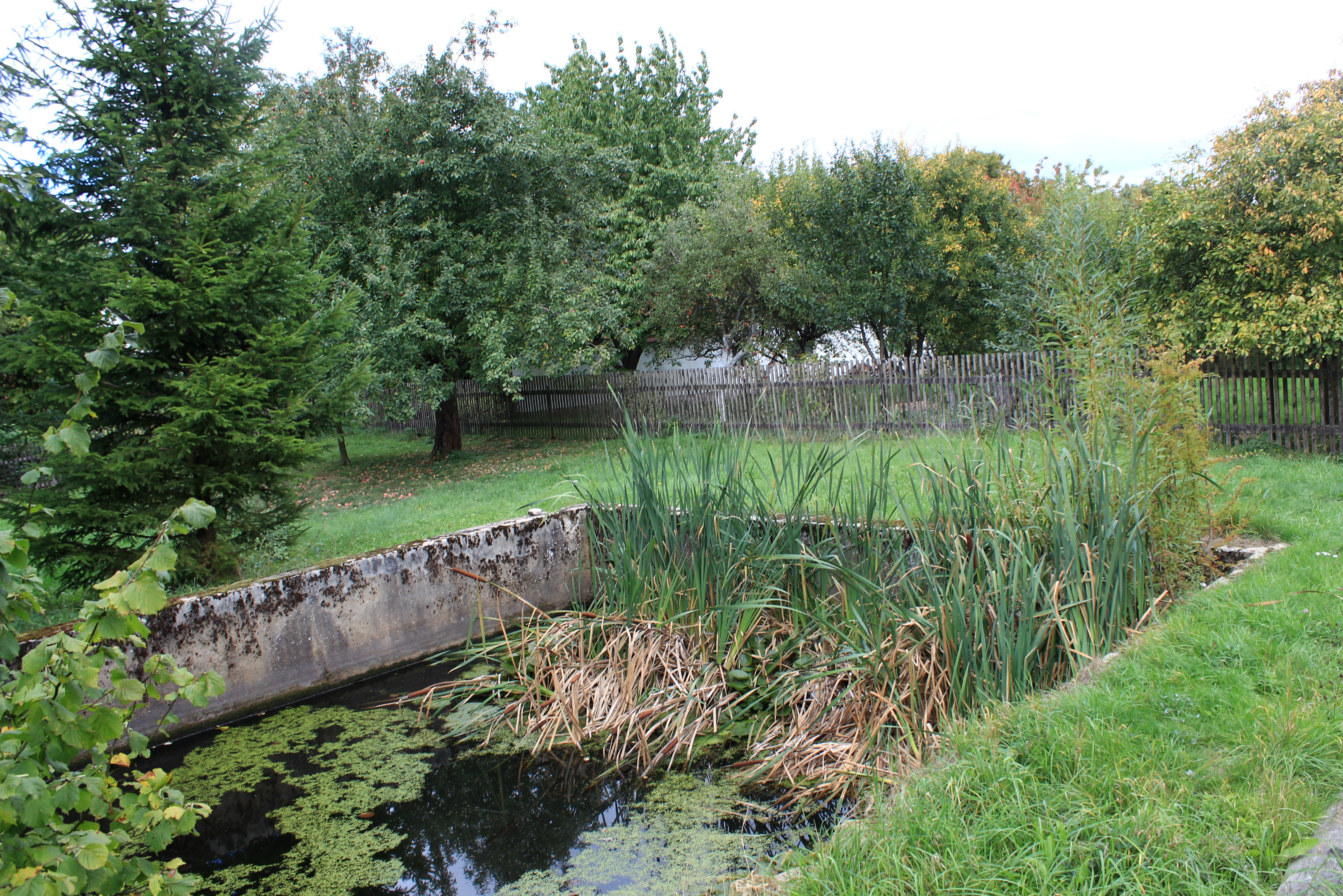
Zarostlá požární nádrž